# Вільна Україна (асоціація)
Асоціація «Вільна Україна» (повна назва Асоціація прихильників Німеччини Українського руху за свободу) — німецька асоціація, яка сприяла відокремленню України від Росії. Заснована в грудні 1915 року.
Засновниками організації були Еміль Кірдорф, Альфред Гюгенберг, Костянтин Фрайхерр фон Гебсаттель і Фолк Шупп — який займав посаду генерального секретаря асоціації з 1915 по 1918 рік.
Ідеологічну основу запропонував Пол Рорбах, він хотів зруйнувати російську владу, розвиваючи націоналізм інших народів за «теорією розпаду [Архівовано 28 вересня 2020 у Wayback Machine.]».
У 1916 році асоціація мала 125 членів. Асоціацією публікувався журнал "Східноєвропейське майбутнє ".
З Жовтневою революцією та заснуванням Радянського Союзу цілі об'єднання були тимчасово припинені, і асоціація припинила свою діяльність.
Середньоєвропейський день бізнесу повинен розглядатися як продовження асоціації з середини 1920-х, але із задуманим більшим охопленням.